# Wilma Murto

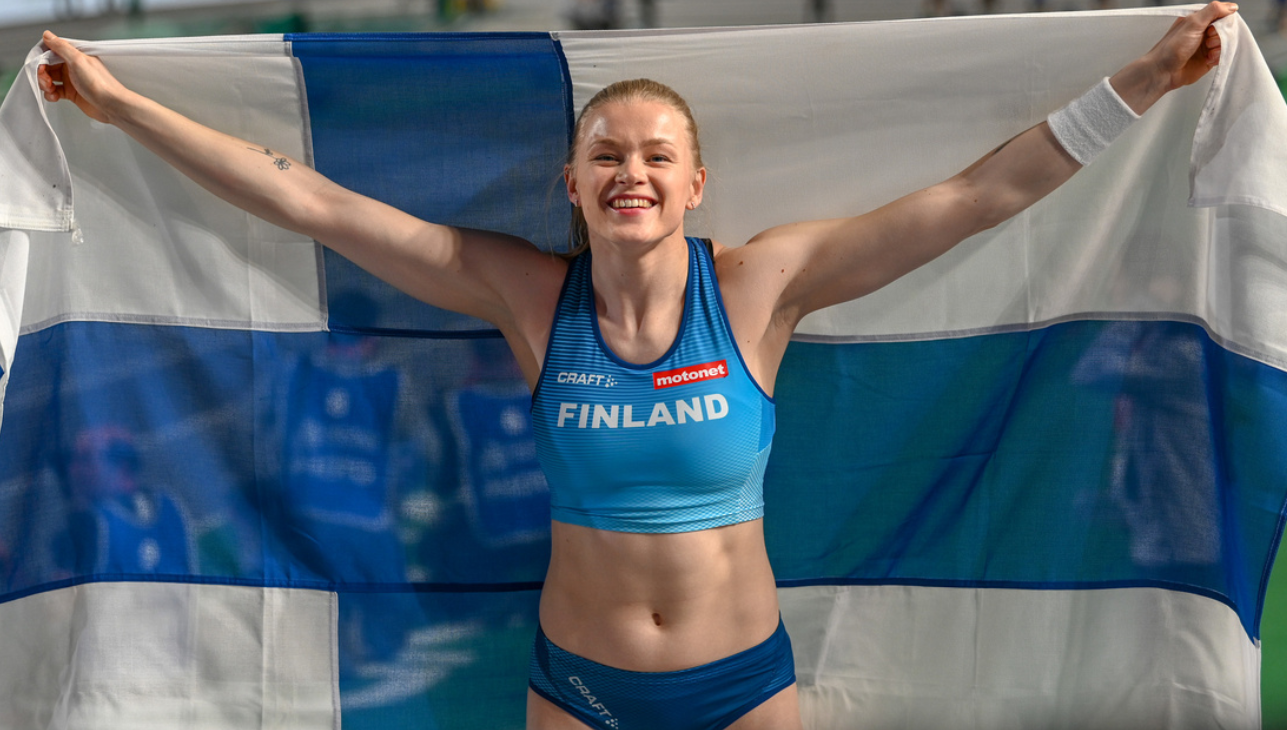
Murto op het EK 2023 in Istanboel

Wilma Murto (Kuusjoki, 11 juni 1998) is een Fins polsstokhoogspringster. In deze discipline won ze een gouden medaille op het EK 2022 in München met een sprong van 4.85 meter. Daarmee zette ze een nieuw Fins record. Murto werd ook kampioen op de Europese kampioenschappen indooratletiek 2023, waarmee ze de eerste Finse vrouw werd met goud op beide kampioenschappen.

## Biografie
Murto maakte haar internationale debuut op het Jeugd WK 2014 in Eugene, Oregon op zestienjarige leeftijd. Op 27 december 2015 zette ze een nieuw record van 4.45 m, wat nog niet eerder door een Europese jeugdpolstokhoogspringster was behaald. In Zweibrücken, Duitsland zette Murto opnieuw een record door 4.71 meter te springen. Dit was tevens een nieuw Fins record.
Hierna kwakkelde Murto wat met haar vorm en wist ze een tijdlang haar prestaties niet te evenaren. In 2021 wist ze haar record bij te scherpen door 4.72 meter te springen. In hetzelfde jaar trad ze ook aan op de vertraagde Olympische Zomerspelen 2021, waar ze op de vijfde plaats eindigde.
Op het EK 2022 behaalde Murto een gouden medaille en verbrak ze drie Finse records. Datzelfde jaar haalde ze de zesde plaats op het WK 2022.
Op 7 januari 2023 verbeterde Murto haar zes jaar oude record door 4.75 meter in Kuortane. Op het EK indooratletiek 2023 in Istanboel verbeterde ze opnieuw een record door 4.80 meter te springen.
Op Olympische Zomerspelen 2024 wist Murto op 7 augustus 2024 de zesde plaats te behalen.

## Palmares

### Polsstokhoogspringen
- 2016: 24e in kwal. OS - 4,30 m
- 2017: 8e EK indoor - 4,40 m
- 2017:  EK U20 - 4,15 m
- 2018: 17e in kwal. EK - 4,35 m
- 2019: 18e in kwal. EK indoor - 4,10 m

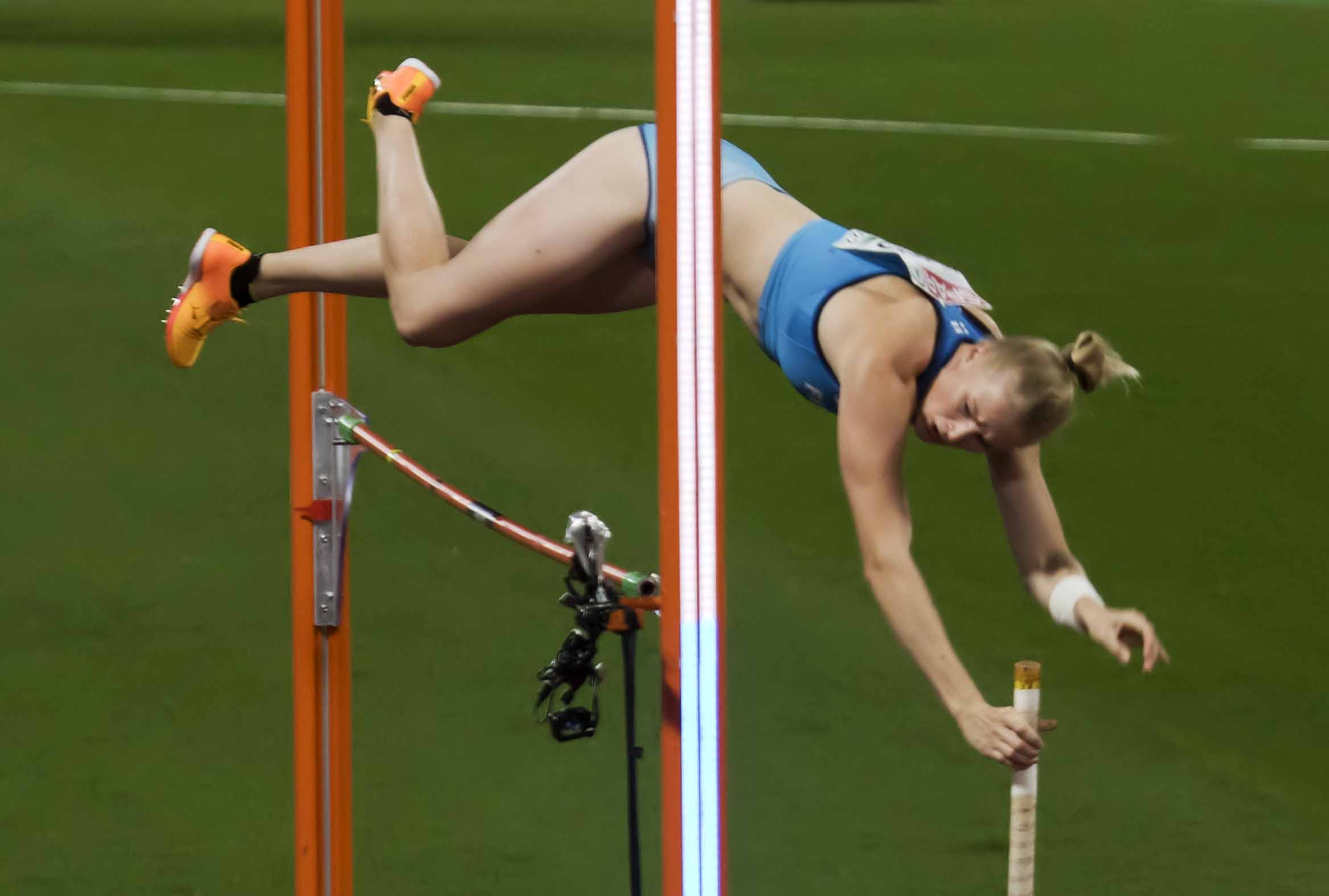
Wilma Murto tijdens de polsstokhoogspringenfinale op het EK 2022 in München

- 2019: 22e in kwal. WK - 4,35 m
- 2021: 6e EK indoor - 4,55 m
- 2021: 5e OS - 4,50 m
- 2022: 6e WK - 4,60 m
- 2022:  EK - 4,85 m (=CR en NR)
- 2023:  EK indoor - 4,80 m (NR)
- 2023:  WK - 4,80 m
- 2024: 9e WK indoor - 4,55 m
- 2024: 8e EK - 4,43 m
- 2024: 6e OS - 4,70 m

## Persoonlijke records
| Onderdeel                      | Prestatie | Datum | Plaats      |
| ------------------------------ | --------- | ----- | ----------- |
| polsstokhoogspringen (outdoor) | 4,85 m    | 2022  | München     |
| polsstokhoogspringen (indoor)  | 4,80 m    | 2023  | Istanboel   |
| polsstokhoogspringen -20       | 4,71 m    | 2016  | Zweibrücken |